# Bíró László (belgyógyász)
Bíró László (Budapest, Erzsébetváros, 1913. január 15. – Budapest, 1971. augusztus 21.) orvos, belgyógyász, az orvostudományok kandidátusa (1970).

## Élete
Bíró (Friedmann) József Hirsch (1871–1939) kereskedő és Bienenstock Janka (1886–?) gyermekeként született zsidó családban. Szülei 1920-ban elváltak. Tanulmányait a Pázmány Péter Tudományegyetemen végezte, ahol 1937-ben orvosi oklevelet szerzett. 1937-ben a szegedi belklinikán volt gyakornok. 1938 és 1945 között a Pesti Izraelita Hitközség Szabolcs utcai Kórházában működött segédorvosként, majd alorvosként. 1948-ban egyetemi magántanári kinevezést kapott A hiánybetegségek klinikája című tárgykörből. 1947–1950-ben a Koltói Anna Kórház, 1950–1952-ben a Kútvölgyi úti Központi Állami Kórház, 1952-től haláláig a Péterfy Sándor Utcai Kórház-Rendelőintézet osztályvezető főorvosa volt. A klinikai farmakológia egyik hazai megalapozója volt és részt vett 1967-től a Klinikai Farmakológiai Kutatócsoport munkájában. 1971-ben megválasztották a International Society of Clinical Pharmacology alelnökévé.
Házastársa Bruckner Klára volt.
A Farkasréti temetőben nyugszik.

## Főbb művei
- Cortison-származékok klinikai alkalmazása (Graber Hedviggel, Budapest, 1966)

## Díjai, elismerései
- Magyar Köztársasági Érdemérem ezüst fokozata (1948)
- Korányi Sándor-díj (1950)[9]
- Kiváló orvos (1956)
- Munka Érdemrend arany fokozata (1968)